# Sofi Oksanen
Sofi Oksanen (ur. 7 stycznia 1977 w Jyväskylä) – fińska pisarka.

## Twórczość
Jej ojciec jest Finem, natomiast matka Estonką, co miało wpływ na literackie zainteresowania pisarki. Studiowała teatrologię na Fińskiej Akademii Teatralnej.
Stała się znana po opublikowaniu powieści Stalinin lehmät (Krowy Stalina) (2003), która została nominowana do nagrody imienia Johana Runeberga. Dwa lata później opublikowała drugą powieść Baby Jane (2005). Pierwsza sztuka teatralna Oksanen Puhdistus (Oczyszczenie) została wystawiona w Fińskim Teatrze Narodowym w 2007. Na podstawie sztuki powstała trzecia powieść Oksanen, również pod tytułem Oczyszczenie (2008), która osiągnęła 1. miejsce na liście bestsellerów w Finlandii. Powieść została przetłumaczona na 26 języków, w tym na j. polski (Świat Książki 2010, tłum. Sebastian Musielak). Oksanen wykorzystała w niej feministyczną koncepcję przedstawienia ciała kobiecego jako metafory okupowanego kraju.
W 2008 ukazała się wspólna książka Oksanen i estońskiej dziennikarki Imbi Paju: Poza wszystkim był strach. Jak Estonia straciła swoją historię i jak może ją odzyskać. Jako antologia tekstów na temat radzieckiej okupacji Estonii zapoczątkowała debatę historyczną w Finlandii i Estonii. Wzbudziła też pewien oddźwięk w Rosji, gdzie została potępiona przez członków prorządowej partii Jedna Rosja.

## Nagrody i wyróżnienia
Za Oczyszczenie Oksanen otrzymała w 2008 nagrodę „Finlandia”, najbardziej prestiżowe wyróżnienie literackie w Finlandii, a w 2009 nagrodę imienia Johana Runeberga. Za tę samą powieść została w roku 2010 wyróżniona dwoma francuskimi nagrodami: Prix du roman Fnac oraz Prix Femina étranger. W 2010 Oczyszczenie przyniosło jej nagrodę literacką Rady Nordyckiej oraz Europejską Nagrodę Książkową. Ponadto w 2009 Oksanen została jednogłośnie wybrana Osobowością Roku w Estonii przez największy estoński dziennik Postimees, którego redaktor naczelny określił ją "nieoficjalnym ambasadorem kulturalnym Estonii". W 2022 otrzymała Krzyż Zasługi II klasy MSZ Estonii.

## Lista prac
Powieści
- Stalinin lehmät (2003)
- Baby Jane (2005)
- Oczyszczenie (Puhdistus, 2008)
- Gdy zniknęły gołębie (Kun Kyyhkyset katosivat, 2012)
- Norma (Norma, 2015)
- Psi park (Koirapuisto, 2019)